# Награда Удружења телевизијских филмских критичара за најбољег глумца у акционом филму
Награда Удружења телевизијских филмских критичара за најбољег глумца у акционом филму (енгл. Critics' Choice Movie Award for Best Actor in an Action Movie) једна је од награда коју од 2012. додељује „Удружење телевизијских филмских критичара“ најбољем глумцу у акционом филму из протекле године.

## 2010e
2012: Данијел Крејг — Скајфол
- Кристијан Бејл — Успон мрачног витеза
- Роберт Дауни Млађи — Осветници
- Џозеф Гордон-Левит — Убица из будућности
- Џејк Џиленхол — Последња стража

2013: Марк Волберг — Једини преживели
- Хенри Кавил — Човек од челика
- Роберт Дауни Млађи — Гвоздени човек 3
- Бред Пит — Светски рат З

2014: Бредли Купер — Снајпериста
- Том Круз — На рубу времена
- Крис Еванс — Капетан Америка: Зимски војник
- Бред Пит — Бес
- Крис Прат — Чувари галаксије

2015: Том Харди — Побеснели Макс: Ауто-пут беса
- Данијел Крејг — Спектра
- Том Круз — Немогућа мисија: Отпадничка нација
- Крис Прат — Свет из доба јуре
- Пол Рад — Антмен

2016: Ендру Гарфилд — Гребен спаса
- Бенедикт Камбербач — Доктор Стрејнџ
- Мет Дејмон — Џејсон Борн
- Крис Еванс — Капетан Америка: Грађански рат
- Рајан Ренолдс — Дедпул